# بورت بلير
بورت بلير (بالإنجليزية: Port Blair)‏ هي عاصمة جزر أندامان ونيكوبار، وهو إقليم اتحادي في الهند يقع في خليج البنغال. وهي أيضا قسم إداري محلي (تحصيل) من الجزر، ومقر لمنطقة جنوب أندامان، وهي المدينة الوحيدة المسجلة في المنطقة. وتضم مقر قيادة شرطة أندامان ونيكوبار وقيادة أمن أندامان ونيكوبار، أول قيادة ثلاثية متكاملة للقوات المسلحة الهندية.
كما تمثل نقطة دخول لزيارة جزر أندامان ونيكوبار. وترتبط مدينة بورت بلير مع البر الرئيسي للهند عن طريق الجو والبحر. وهي رحلة لمدة ساعتين من البر الرئيسي الهند إلى بورت بلير، ولكن يستغرق 3-4 أيام عن طريق البحر للوصول إلى تشيناي أو كلكتا أو فيشاخاباتنام. الاتصال الجوي إلى بورت بلير متاح من تشيناي، كلكتا، نيودلهي، حيدر أباد، مومباي، بوبانشوار وفيشاخاباتنام. جميع الرحلات إلى جزر أندامان ونيكوبار تحط في مطار فير سافاركار الدولي. أما الرحلات البحرية فتحط في رصيف هادو. وهي موطن لعدد من المتاحف وقاعدة البحرية الرئيسية إنز جراوا من البحرية الهندية، إلى جانب مع القواعد البحرية والجوية لخفر السواحل الهندي والقوات الجوية الهندية.  كما تشتهر مدينة بورت بلير بالسجن الخلوي التاريخي والجزر الصغيرة الأخرى مثل كاربينز كوف وندور وروس وفايبر وغيرها التي كانت في السابق موطنا للمستعمرين البريطانيين.
وحتى أكتوبر 2017، لا يزال من غير الممكن السفر إلى بورت بلير من خارج الهند. حيث لا تتوفر الرحلات الدولية المباشرة في حين تمت مناقشة الاتصالات الدولية لسنوات عديدة، ولا سيما إلى ب ك ك بانكوك القريب ومطار فوكيت.
جميع الإدارات الرئيسية في الحكومة المحلية والحكومة الهندية تعمل هناك.
وقد تم اختيار بورت بلير باعتبارها إحدى المدن التي سيتم تطويرها كمدينة ذكية تحت قيادة مؤسسة المدن الذكية. 